# Райн (Люцерн)
Райн (нім. Rain LU) — громада  в Швейцарії в кантоні Люцерн, виборчий округ Гохдорф.

## Географія
Громада розташована на відстані близько 65 км на схід від Берна, 10 км на північ від Люцерна.
Райн має площу 9,4 км², з яких на 10,5% дозволяється будівництво (житлове та будівництво доріг), 73,2% використовуються в сільськогосподарських цілях, 16,3% зайнято лісами, 0% не є продуктивними (річки, льодовики або гори).

## Демографія
2019 року в громаді мешкало 2831 особа (+18,8% порівняно з 2010 роком), іноземців було 6,6%. Густота населення становила 301 осіб/км².
За віковим діапазоном населення розподілялося таким чином: 25,8% — особи молодші 20 років, 60,6% — особи у віці 20—64 років, 13,5% — особи у віці 65 років та старші. Було 1087 помешкань (у середньому 2,6 особи в помешканні).
Із загальної кількості 882 працюючих 129 було зайнятих в первинному секторі, 227 — в обробній промисловості, 526 — в галузі послуг.